# G. Willow Wilson
Gwendolyn Willow Wilson (31 de agosto de 1982), conocida profesionalmente como G. Willow Wilson, es una escritora de cómics estadounidense, autora de prosa, ensayista, y periodista. Vivió en Egipto durante su veintena; su primera novela gráfica, Cairo (Vértigo, 2007), se ambienta allí y estuvo considerada como mejor novela gráfica para adolescentes tanto por la American Library Association como por la School Library Journal. Su cómic Air fue nominado para el Premio Eisner, y su primera novela, Alif el invisible, ganó el World Fantasy Award de 2013.
Wilson es musulmana, y es la autora de la serie de cómics Ms. Marvel, una superheroína musulmana de 16 años llamada Kamala Khan.

## Carrera
Después de convertirse al Islam desde el ateísmo mientras estudiaba en la Universidad de Boston, Wilson se mudó al Cairo.  Fue la primera periodista occidental a la que se le concedió una entrevista privada con Ali Gomaa tras asumir como Gran Muftí de Egipto. Wilson publicó una memoria titulada The Butterfly Mosque, sobre la vida en Egipto durante el régimen de Mubarak, que fue elegido como el Mejor Libro de 2010 por el Seattle Times.
La carrera de Wilson como escritora comenzó en su trabajo como crítica freelance de música. Su primera novela gráfica, Cairo, con arte de M.K. Perker, se publicó en 2007 por la editorial Vértigo, siendo aclamada críticamente. También fue nombrada como una de las Mejores Novelas Gráficas para Estudiantes de Secundario por la School Library Journal en 2008, y una de las Mejores Novelas Gráficas para Adolescentes por la American Library Association en 2009.
Su primera serie de cómic, Air, editada por Vértigo en 2008, volvió a unir a Wilson con Perker, y estuvo nominada a un Premio Eisner para 'Mejor Nueva Serie' en 2009. NPR la eligió como uno de los mejores cómics de 2009, y recibió críticas positivas de Fairfield Weekly, Comic Book Resources, Marie Claire, y Library Journal. Otros de sus trabajos para DC incluyen los números #704 y #706 de Superman, la miniserie Vixen: Return of the Lion, protagonizada por Vixen, miembro de la Liga de la Justicia, y The Outsiders.
Su novela debut Alif el invisible ganó el World Fantasy Award de 2013 para Mejor Novela.
En 2014, Marvel comenzó a publicar una nueva serie de Ms. Marvel escrita por Wilson. El cómic está protagonizado por Kamala Khan, una adolescente musulmana que vive en New Jersey y se convierte en la sucesora de la anterior Ms. Marvel, Carol Danvers, cuando esta toma el nombre de Captain Marvel.

## Premios y nominaciones
| Año  | Premio                              | Categoría                    | Trabajo           | Resultado    | Ref.   |
| ---- | ----------------------------------- | ---------------------------- | ----------------- | ------------ | ------ |
| 2009 | Premios Eisner                      | Nueva serie                  | Air               | Nominada     | [ 8 ]  |
| 2012 | Middle East Youth Award             | Literatura juvenil           | Alif el invisible | Ganadora     | [ 18 ] |
| 2012 | Flaherty-Dunnan First Novel Prize   | Primera novela               | Alif el invisible | Nominada     | [ 19 ] |
| 2013 | Premio Mundial de Fantasía          | Mejor novela                 | Alif el invisible | Ganadora     | [ 16 ] |
| 2013 | Bailey's Women Prize for Fiction    | Ficción                      | Alif el invisible | Nominada     | [ 20 ] |
| 2013 | Premio John W. Campbell Memorial    | Novela                       | Alif el invisible | Tercer lugar | [ 21 ] |
| 2013 | Premios Locus                       | Primera novela               | Alif el invisible | Nominada     | [ 22 ] |
| 2014 | Broken Frontier Awards              | Mejor escritora - Mainstream | Ms. Marvel        | Ganadora     | [ 23 ] |
| 2015 | Premios Hugo                        | Mejor historia gráfica       | Ms. Marvel        | Ganadora     | [ 24 ] |
| 2015 | Premio Eisner                       | Nueva serie                  | Ms. Marvel        | Nominada     | [ 25 ] |
| 2015 | Premio Eisner                       | Mejor escritora              | Ms. Marvel        | Nominada     | [ 25 ] |
| 2015 | Dwayne McDuffie Award for Diversity |                              | Ms. Marvel        | Nominada     | [ 26 ] |
| 2015 | Premio Harvey                       | Mejor escritora              | Ms. Marvel        | Nominada     | [ 27 ] |
| 2015 | Premio Harvey                       | Mejor serie nueva            | Ms. Marvel        | Nominada     | [ 27 ] |
| 2016 | Premio Eisner                       | Mejor escritora              | Ms. Marvel        | Nominada     | [ 28 ] |

### Cómics

#### AiT/Planet Lar
- Negative Burn vol. 2 #7–10, "Aces" (con Shannon Eric Denton y Curtis Square-Briggs, 2008)

#### DC Comics
- The Outsiders: Five of a Kind – Metamorpho/Aquaman #1, "Rogue Elements" (con Joshua Middleton, 2007)
- Vixen: Return of the Lion (2008-2009)
- Superman #704 y #706 (Con Leandro Oliveira y Amilcar Pinna, 2010)
- Poison Ivy (2022)

#### Vertigo
- Cairo (con M. K. Perker, 2007)
- Air (2008 - 2010)
- The Unexpected Vol. 2 "Dogs" (con Robbi Rodríguez, 2011)

#### Marvel
- Girl Comics vol. 2 #1, "Moritat" (con Ming Doyle, 2010)
- Women of Marvel #1, "Thrones" (con Peter Nguyen, 2010)
- Mystic vol. 2 (con David López, 2011)
- Ms. Marvel vol. 3 y 4 (con Adrian Alphona y Takeshi Miyazawa, 2014 – presente), Collected in:
- X-Men vol. 4 (2015)
- A-Force vol. 1 y 2 (2015 - 2016)

### Novelas
- The Butterfly Mosque (memoir, 2010)
- Alif el invisible (Alif the Unseen) (2012)